# Blasphemous Putrefaction
Blasphemous Putrefaction ist eine deutsche Death-Metal-Band.

## Geschichte
Gegründet wurde die Band von den beiden Musikern Satanic Death Vulva (Goatblood) und Tar Morion im Jahr 2017 in der nordrhein-westfälischen Stadt Kleve. Im August dieses Jahres nahm das Duo mit Abominable Premonition im Studio ein erstes Demo auf, das zum Jahresende von dem deutschen Musiklabel Dunkelheit Produktionen im MC-Format veröffentlicht wurde. Mix und Mastering fanden zuvor durch Deathroned Production statt.
Zwei Jahre später erschien bei dem mexikanischen Undergroundlabel Macabre End die drei Stücke umfassende EP Festering Plagues. Bis zum ersten vollständigen Studioalbum Prelude to Perversion dauerte es ein weiteres Jahr; wie zuvor bei dem Demo zeichnete Dunkelheit Produktionen verantwortlich. Den Mix übernahm Sebastian Schewell, das Mastering Mario Dahmen (u. a. Black Communion).
Im Interview mit dem englischsprachigen E-Journal Abaddon Magazine erklärte Schlagzeuger Tar Morion im September 2020, dass seitens des Duos keine Liveauftritte geplant seien. Daher könne man sich auf die Arbeit an neuen Stücken konzentrieren, statt für Konzerte zu proben.

## Stil
Marcel Rapp von Powermetal.de bezeichnete die Musik auf dem Studiodemo als Death Doom. In einer News-Meldung kurz vor Erscheinen des Debütalbums nannte Vampster.com den Stil ebenso Death Metal wie auch Metal Temple in einer Albumrezension. Letztgenannte wiesen zudem auf den gutturalen Gesang als weiteres Stilmittel hin.

## Diskografie
- 2017: Abominable Premonition (Demo, Dunkelheit Produktionen)
- 2019: Festering Plagues (EP, Macabre End)
- 2020: Prelude to Perversion (Album, Dunkelheit Produktionen)